# Филиппово (Новосибирская область)
Филиппово — село в Ордынском районе Новосибирской области России. Административный центр Филипповского сельсовета.

## География
Площадь села — 199 гектаров.

## Население
| 2002 | 2007 | 2010 | 2012 | 2013 | 2014 | 2015 |
| ---- | ---- | ---- | ---- | ---- | ---- | ---- |
| 841  | ↗843 | ↘786 | ↗797 | ↗821 | ↘819 | ↘804 |
| 2016 | 2017 | 2018 | 2019 | 2020 | 2021 |      |
| ↘799 | ↘792 | ↘791 | ↘781 | ↗796 | ↗801 |      |

## Инфраструктура
В селе по данным на 2007 год функционируют 1 учреждение здравоохранения и 1 учреждение образования.